# Alvah Bessie

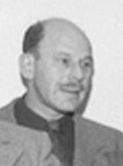
Alvah Bessie

Alvah Cecil Bessie (* 4. Juni 1904 in New York City, New York; † 21. Juli 1985 in Terra Linda, Kalifornien) war ein US-amerikanischer Schauspieler, Übersetzer, Schriftsteller und Drehbuchautor, der als Mitglied der Kommunistischen Partei der USA am Spanischen Bürgerkrieg teilnahm und einmal für den Oscar für die beste Originalgeschichte nominiert war. Er gehörte zu den sogenannten Hollywood Ten, eine Gruppe von zehn Drehbuchautoren, Schauspielern, Filmproduzenten und Regisseuren, die sich geweigert hatten, vor dem Ausschuss des Repräsentantenhauses der Vereinigten Staaten zur Untersuchung „unamerikanischer Umtriebe“ über Mitgliedschaften in der Kommunistischen Partei auszusagen und Anfang 1948 zu Haftstrafen verurteilt wurden.

## Leben

### Schauspieler und Übersetzer
Nach dem Besuch der DeWitt Clinton High School und einem Studium an der Columbia University arbeitete Bessie zwischen 1924 und 1926 als Schauspieler bei verschiedenen Theater- und Musicalproduktionen am Garrick Theatre am Broadway wie zum Beispiel in der Komödie They Knew What They Wanted von Sidney Howard, die zwischen November 1924 und Oktober 1925 192-mal aufgeführt wurde, der Komödie Processional von John Howard Lawson, die von Januar bis Mai 1925 90 Aufführungen am Garrick Theatre hatte sowie zuletzt in der Musikrevue Garrick Gaieties mit Musik von Richard Rodgers und Texten von Lorenz Hart, die unter Leitung des Dramatikers Herbert Fields zwischen Juni 1925 und November 1926 211-mal aufgeführt wurde.
Anschließend begann er seine literarische Laufbahn als Übersetzer französischer Autoren ins amerikanische Englisch wie beispielsweise Pierre Louÿs Les Chansons de Bilitis (1926), Émile Gaborys Barbebleue (1930), Théophile Gautiers Mademoiselle de Maupin (1930), Octave Mirbeaus Le Jardin des supplices (1931), René Marans Batouala. Un véritable roman nègre (1932) sowie Roger Vercels Au large de l’Eden (1934).

### Schriftsteller und Teilnehmer am Spanischen Bürgerkrieg
1935 erschien mit Dwell in the Wilderness sein erster Roman, für den er ein Guggenheim-Stipendium erhielt. Seine im Scribner’s Magazine erschienene Kurzgeschichte A Personal Issue wurde 1936 mit dem O.-Henry-Preis ausgezeichnet. Im Anschluss arbeitete er von 1936 bis 1937 als Theaterredakteur bei der Tageszeitung Brooklyn Daily Eagle.
Bessie, Mitglied der Kommunistischen Partei der USA, nahm danach als Angehöriger des Lincoln-Bataillons am Spanischen Bürgerkrieg teil. Seine dortigen Kriegserlebnisse veröffentlichte er in dem autobiografisch geprägten Buch Men in battle: a story of Americans in Spain, das 1939 erschien und somit ein Jahr vor dem mit dem Pulitzer-Preis ausgezeichneten Wem die Stunde schlägt, in dem Ernest Hemingway seine Erlebnisse im Spanischen Bürgerkrieg verarbeitet hatte.
Wie andere Mitglieder der Kommunistischen Partei wie Dalton Trumbo war er Gegner des Zweiten Weltkrieges als die Sowjetunion zwischen 1939 und 1941 Verbündeter des Deutschen Reiches war. Nach dem Einmarsch der Wehrmacht in die Sowjetunion im Rahmen des Unternehmens Barbarossa im Juni 1941 wurde er jedoch wie viele Kommunisten zu einem überzeugten Patrioten.

### Drehbuchautor, Hollywood Ten und Berufsverbot

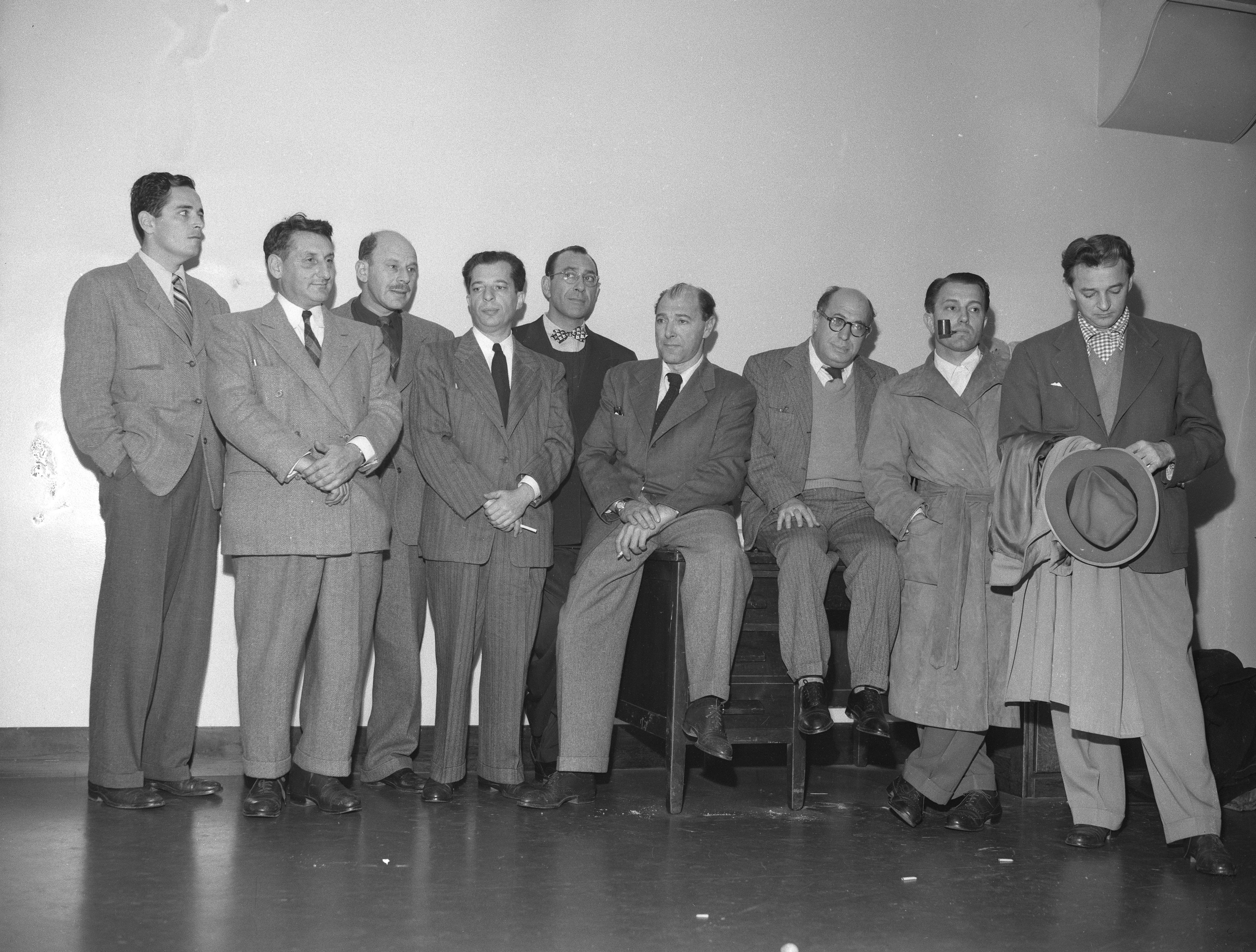
Neun der Hollywood Ten
Alvah Bessie (3.v.l.)

1943 gab er sein Debüt als Drehbuchautor, und zwar für den von Raoul Walsh inszenierten Kriegsfilm Blutiger Schnee (Nothern Pursuit) mit Errol Flynn, Helmut Dantine und Julie Bishop.
Bei der Oscarverleihung 1946 wurde Bessie für den ebenfalls unter der Regie von Raoul Walsh entstandenen Kriegsfilm Der Held von Burma (Objective, Burma!, 1945) mit Errol Flynn, William Prince und James Brown für den Oscar für die beste Originalgeschichte nominiert.
1947 wurde Bessie vor den Ausschuss des US-Repräsentantenhauses zur Untersuchung „unamerikanischer Umtriebe“ (U.S. House Un-American Activities Committee) geladen, um über Mitgliedschaften in der Kommunistischen Partei der USA auszusagen. Als Teil einer gemeinsamen Verteidigung, die von Anwälten der Kommunistischen Partei, dessen Mitglied Bessie bis 1954 war, eingesetzt wurde, verweigerten er sowie neun weitere Personen (Edward Dmytryk, Herbert Biberman, Lester Cole, Ring Lardner Jr., John Howard Lawson (Vorsitzender der CPUSA in Hollywood), Albert Maltz, Samuel Ornitz, Adrian Scott und Dalton Trumbo) die Aussagen.
Diese als Hollywood Ten bekannt gewordene Gruppe von Drehbuchautoren, Schauspielern, Produzenten und Regisseuren gaben nur ihre Namen und Adressen an und lehnten auch die Befragung zu ihrer Mitgliedschaft in der Screen Writers Guild durch das Komitee ab. Dabei beriefen sich die Zehn auf den ersten Zusatzartikel der US-Verfassung, da sie in der Befragung durch den Ausschuss zu ihrer politischen Einstellung einen verfassungswidrigen Eingriff in ihre Privatsphäre sahen.
Daraufhin wurden alle Mitglieder der Hollywood Ten der Missachtung des US-Kongresses für schuldig befunden und verurteilt. Er wurde wie die anderen auf eine Schwarze Liste aufgenommen, so dass er fortan nicht mehr in der Filmindustrie unter seinem Namen arbeiten konnte. In der Folgezeit kam es auch zum Bruch von Freundschaften wie die zum Schauspieler Lee J. Cobb, der es ablehnte Bessie 500 US-Dollar zu leihen, um gerichtliche Kosten zu begleichen.
Bessie lehnte es ab, unter einem Pseudonym für die Filmwirtschaft Hollywoods zu schreiben, und arbeitete stattdessen zur Finanzierung seines Lebensunterhalts als Publizist, Literaturkritiker sowie als Beleuchter in einem Nachtclub in North Beach (San Francisco).
Seine Erlebnisse und Erfahrungen während der McCarthy-Ära beschrieb Bessie, Vater des Animators, Regisseurs und Produzenten Dan Bessie, in dem 1965 veröffentlichten Buch Inquisition in Eden. Zahlreiche seiner Werke erschienen in der vom Verlag Volk und Welt herausgegebenen Reihe Seven Seas Publishers.

## Veröffentlichungen
- Songs of Bilitis, 1926 (Übersetzung von Pierre Louÿs Les Chansons de Bilitis, 1894)
- Alias Bluebead, 1930 (Übersetzung von Émile Gaborys Barbebleue, 1926)
- Mademoiselle de Maupin, 1930 (Übersetzung von Théophile Gautiers gleichnamigen Briefroman, 1835)
- Torture Garden, 1931 (Übersetzung von Octave Mirbeaus Le Jardin des supplices, 1899)
- Batouala, 1932 (Übersetzung von René Marans Batouala. Un véritable roman nègre, 1921)
- In Sight of Eden, 1934 (Übersetzung von Roger Vercels Au large de l’Eden, 1932)
- Dwell in the Wilderness, Roman, 1935
- A Personal Issue, Kurzgeschichte, 1936
- Men in battle: a story of Americans in Spain, 1939
- This is your enemy: a documentary record of Nazi atrocities against citizens and soldiers of our Soviet ally, 1942
- The Soviet people at war, 1942
- The Heart of Spain: anthology of fiction, non-fiction, and poetry, 1952
- The Un-Americans, Roman, 1957
- Bread and a stone. A Novel, 1961
- Inquisition in Eden, Autobiografie, 1965
- The Symbol, 1967
- Spain Again, 1975
- One for my baby: a novel, 1980
- Selections. Alvah Bessie's Short fictions 1982
- Alvah Bessie's Spanish Civil War notebooks, 2002 (posthum)

in deutscher Sprache
- Die Gezeichneten : Roman, Berlin 1959 (Übersetzung von The Un-Americans von Eduard Klein und Klaus Marschke), Neuauflagen 1962 und 1967
- Das Symbol : Roman, München 1970 (Übersetzung von The Symbol von Dieter Heuler)

## Filmografie (Auswahl)
- 1943: Blutiger Schnee (Nothern Pursuit)
- 1945: Der Held von Burma (Objective, Burma!)
- 1945: Hotel Berlin
- 1948: Ohne Erbarmen (Ruthless)
- 1951: Die Faust der Vergeltung (Passage West)
- 1968: España otra vez (Co-Drehbuch)